# Bocognano
Bocognano (en cors Bucugnà) és un municipi francès, situat a la regió de Còrsega, al departament de Còrsega del Sud. L'any 1999 tenia 343 habitants.

## Demografia
| 1962 | 1968 | 1975 | 1982 | 1990 | 1999 |
| ---- | ---- | ---- | ---- | ---- | ---- |
| 376  | 404  | 340  | 315  | 290  | 343  |

## Administració
| Període   | Identitat         | Partit | Qualitat |
| --------- | ----------------- | ------ | -------- |
| 2001-2008 | Martin Muraccioli | UMP    |          |